# Самуель Грановський
Самуель Грановський (Хаїм Грановський; 5 жовтня 1882, Катеринослав — 1942, Освенцим) — французький художник, живописець і скульптор єврейського походження.

## Біографія
Хаїм Грановський народився в Катеринославі в міщанській єврейській родині. У 1901 році вступив до Одеського художнього училища. Восени 1904 був тимчасово відпущений з училища для проходження військової служби у зв'язку з російсько-японською війною. Після армії в училище не повернувся, в 1908 році виїхав для продовження художньої освіти в Мюнхен, з 1909 року жив в Парижі.
З початком Першої світової війни повернувся до Одеси, а в 1920 знову переїхав до Парижа, де жив у відомому гуртожитку художників «Вулик» на Монпарнасі. Захоплювався дадаїзмом. Відомий як сценограф, художник п'єси Трістана Тцара «Повітряне серце» (1923) та скульптор, створював фрески та картини, розписував меблі та ширми, учасник виставок у салоні Незалежних. Коли не вистачало коштів від художньої діяльності, Грановський підробляв прибиральником у легендарному кафе Rotonde.
Грановський мав яскраву зовнішність і приголомшливу харизму, завдяки чому підходив на роль моделі — інші художники нерідко запрошували його попозувати. Він любив прогулюватися вулицями Парижа в яскравій картатій сорочці та техаському капелюсі, завдяки чому навіть отримав прізвисько «Ковбой Монпарнаса».
17 липня 1942 року в окупованому німцями Парижі був схоплений під час облави та інтернований у концентраційний табір Дрансі. 22 липня 1942 року був депортований і потім убитий в Освенцимі.